# Друмохар
Друмохар е село в Западна България. То се намира в община Невестино, област Кюстендил.

## География
Село Друмохар се намира в планински район, в географската област Пиянец, югоизточно от град Кюстендил. Разположено е от двете страни на река Елешница и на шосето Кюстендил – Невестино – Ваксево. Отстои на 7 км от с. Невестино. Има 18 махали: Брашненичка, Малинска, Ковачка, Скендерска, Чешмарска, Кукударска, Паунска, Таушанска, Стойвска, Джоганска, Варош (център), Трънска, Кемовска, Янгеловска, Табачка, Спротивска, Печурначка и Цековска.

## Население
| Година    | 1880 | 1900 | 1920 | 1934 | 1946 | 1956 | 1965 | 1975 | 1978 | 1984 | 2009 |
| Население | 592  | 812  | 1004 | 1049 | 1106 | 1132 | 823  | 675  | 482  | 350  | 162  |

Численост и дял на етническите групи според преброяването на населението през 2011 г.:
|                     | Численост | Дял (в %) |
| Общо                | 183       | 100,00    |
| Българи             | 183       | 100,00    |
| Турци               | 0         | 0,00      |
| Цигани              | 0         | 0,00      |
| Други               | 0         | 0,00      |
| Не се самоопределят | 0         | 0,00      |
| Неотговорили        | 0         | 0,00      |

## История
Друмохар е старо антично селище. Споменава се в турски регистър от 1576 г. Смята се, че името на селото е дошло от гръцките думи „дромос“ и „харин“, което означава добър път. През годините при изкопни работи са откривани тракийски погребения и керамика от римския период.
През 1866 г. са регистрирани 45 домакинства с 300 жители.
През 1893 г. селото има 9750 декара землище, от които 3882 дка гори, 5234 дка ниви, 346 дка овощни градини, 259 дка лозя, пасища и др. и се отглеждат 1062 овце, 487 кози, 351 говеда и 123 коня. Основен поминък на селяните са земеделие (овощия, тютюнопроизводство) и животновъдство. Развиват се домашните занаяти. В селото има 3 бакалници, 3 кръчми, 5 воденици, 1 ковачница, 2 коларски работилници.
След Освобождението в селото е открито училище, а през 1924 – 5 е построена училищна сграда. През 1929 г. е основано читалище „Възраждане“. През 1936 г. е създадена кредитна кооперация „Съзнание“.
През 1903 г. е построена църква „Свети Георги“.
През 1956 г. е учредено ТКЗС „Васил Левски“, което от 1958 г. е в състава на ДЗС – с. Невестино, а от 1979 г. е включено в състава на АПК „Струма“ – село Невестино.
Селото е водоснабдено (1924 – 1946 г.) и електрифицирано (1951 г.). Част от улиците са асфалтирани (1968), построена е помпена станция „Друмохар“ (1961), открит е здравен пункт, построени са нови частни и обществени сгради.
Активни миграционни процеси.

## Легенди
На хълм над селото се намира огромна скала, където е изсечена „човешка стъпка“ дълга около 60 см. Подобна такава скала се намира и на склоновете Конявската планина. Според легендата, която датира от късното Средновековие тези стъпки принадлежат на Крали Марко. Хората вярвали, че толкова огромен е бил разкрачът му.

## Религии
Село Друмохар принадлежи в църковно-административно отношение към Софийска епархия, архиерейско наместничество Кюстендил. Населението изповядва източното православие.

## Исторически, културни и природни забележителности
- Църква „Свети Георги“ (1903)
- останки от късноантично укрепление в местността Камъка, на 1,3 км северно от селото.
- 170-годишен орех в махала „Кемовска“.